# Dyseuaresta sobrinata
Dyseuaresta sobrinata är en tvåvingeart som först beskrevs av Wulp 1900.  Dyseuaresta sobrinata ingår i släktet Dyseuaresta och familjen borrflugor. Inga underarter finns listade i Catalogue of Life.